# Юнкер (Росія)
Ю́нкер — військове звання у російській імперській армії до 1917 року, проміжне за своїм правовим статусом між званнями унтер-офіцерів й обер-офіцерів. Звання юнкер присвоювалось також тим військовослужбовцям, що проходили курс наук у військових навчальних закладах (юнкерських й військових училищах, школах) Російської імперії.

## Етимологія
Термін «юнкер» має німецьке коріння. Спочатку це слово позначало «молодого пана». Слово походить від найменування в нім. Junger Herr, досл. «молодий пан». Багато збіднілих юнкерів у давнину змушені були служити солдатами й найманцями. Звідси з'явилося значення — підофіцер. В XIX столітті юнкерами стали називати вищу аристократію Пруссії.

## Історія
Звання присвоювалося військовослужбовцям, що були кандидатами на присвоєння першого обер-офіцерського звання, пізніше — також тим, що проходили курс наук у військових навчальних закладах (військових й юнкерських училищах, школах) Російської імперії.
Крім юнкерів, у піхоті існували аналогічні їм за змістом звання штик-юнкера в артилерії й інженерних військах, естандарт-юнкера у важкій кавалерії й фанен-юнкера — у легкій. При цьому штик-юнкер за Табелем про ранги відносився до ХІІІ класу, тобто був вище армійського прапорщика, але нижче підпоручика; в артилерії після введення звання прапорщика значився на один клас нижче і прирівнювався до армійського прапорщика. Юнкери гвардії прирівнювалися до армійських підпоручиків.
Із 1802 року знаками розрізнення юнкерів у кавалерії є погони з поздовжнім широким галуном посередині (аналогічно пізнішому погону підпрапорщика або погону старшини у радянській армії). Інші юнкери носять загальну унтер-офіцерську форму і за правовим положенням прирівнюються до підпрапорщиків. З 1843 року знаки розрізнення юнкера такі ж, як і у підпрапорщика — погони, краєм обшиті вузьким золотим галуном. Із цього ж часу юнкери, призначувані для виконання унтер-офіцерських обов'язків, носять унтер-офіцерські нашивки на погонах (юнкери із дворян — золотого галуна). Юнкери, фактично виконували обов'язки офіцерів, називались портупей-юнкерами і носили офіцерську портупею та офіцерський темляк на холодній зброї.